# Elisabetta Canori Mora
Elisabetta Canori Mora (Roma, 21 novembre 1774 – Roma, 5 febbraio 1825), madre di famiglia e terziaria dell'Ordine della Santissima Trinità, è stata beatificata il 24 aprile 1994 da papa Giovanni Paolo II. La sua memoria liturgica si celebra il 5 febbraio.

## Biografia
Nacque da una famiglia benestante e profondamente cristiana. Il padre Tommaso era un importante proprietario terriero e gestiva molte tenute agricole. Dal matrimonio dei suoi genitori nacquero dodici figli, sei dei quali morirono nei primi anni di vita.
Nel giro di pochi anni mutò la condizione economica della famiglia e Tommaso Canori affidò a un fratello che abitava a Spoleto Elisabetta con una sorella. Lo zio a sua volta affidò Elisabetta alle suore agostiniane del monastero di Santa Rita da Cascia, dove ella si distinse per intelligenza, profonda vita interiore e spirito di penitenza.
Rientrata a Roma, condusse per alcuni anni una vita brillante e mondana, anche se la sua coerenza morale non venne meno.
Un prelato amico di famiglia propose a Elisabetta di entrare nel monastero delle Oblate di San Filippo, facendosi carico di tutte le spese, ma Elisabetta rifiutò per non lasciare la famiglia in difficoltà.
Il 10 gennaio 1796 nella chiesa di Santa Maria in Campo Carleo Elisabetta sposò Cristoforo Mora, ottimo giovane, colto, educato, religioso, ben avviato nella carriera di avvocato. Dopo alcuni mesi, Cristoforo si innamorò di un'altra donna, tradì la moglie e trascurò la famiglia, riducendola sul lastrico.
Elisabetta reagì ai maltrattamenti fisici e psicologici del marito con una totale fedeltà. Nacquero le figlie Marianna nel 1799 e Maria Lucina nel 1801. Era costretta a guadagnarsi da vivere con lavori di cucito, seguiva le figlie e la cura quotidiana della casa, ma dedicava anche tempo alla preghiera, al servizio dei poveri e degli ammalati.
Molte persone si rivolgevano a lei per necessità materiali e spirituali. Entrò nel ramo secolare dei Trinitari. Si diffuse la fama della sua santità, delle sue esperienze mistiche e dei doni che avrebbe ricevuto: scrutazione dei cuori, spirito di profezia e poteri taumaturgici. Raccontò la sua ascesi nel diario, scritto per obbedienza al confessore e pubblicato con il titolo «Nel cuore della Trinità». Come la beata Anna Maria Taigi e san Gaspare del Bufalo, profetizzò un periodo di alcuni giorni di intensa oscurità durante i quali i demoni avrebbero ucciso i malvagi, mentre Pietro e Paolo apostoli avrebbero protetto "tutti i veri e buoni cattolici".
Donò sé stessa per la conversione del marito, per il Papa, la Chiesa e la città di Roma.
Morì il 5 febbraio 1825 e fu sepolta nella chiesa di San Carlo alle Quattro Fontane.
Subito dopo la sua morte il marito si convertì, entrò anche lui nell'Ordine secolare dei Trinitari e divenne successivamente frate minore conventuale e sacerdote, come Elisabetta gli aveva predetto.

## Culto
È stata beatificata il 24 aprile 1994 sotto il pontificato di papa Giovanni Paolo II. La sua memoria liturgica si celebra il 5 febbraio. Le sue reliquie si venerano nella Chiesa di San Carlo alle Quattro Fontane dei padri trinitari spagnoli.